# William Taylor
William Taylor foi um ciclista canadense que competia em provas de ciclismo de pista. Ele representou o Canadá nos Jogos Olímpicos de Verão de 1920, em Antuérpia.